# Banque Zitouna
La Banque Zitouna (arabe : مصرف الزيتونة) est une banque commerciale tunisienne spécialisée dans la finance islamique, soit la commercialisation de produits financiers respectueux de la charia.
Elle est fondée en 2009 par l'homme d'affaires tunisien Mohamed Sakhr El Materi, gendre de l'ancien président de la République tunisienne Zine el-Abidine Ben Ali, avec une ouverture au public en 2010.
Le 19 janvier 2011, la banque est placée par la Banque centrale de Tunisie (BCT) sous administration provisoire. En 2018, l'État cède ses 69,15 % du capital au groupe qatari Majda.

## Historique
En janvier 2009, Mohamed Sakhr El Materi obtient l'agrément des autorités monétaires tunisiennes pour créer la banque commerciale Zitouna. Le 10 septembre, la constitution de la banque, dotée d'un capital de départ de 30 millions de dinars, est annoncée par une publication au Journal officiel de la République tunisienne ; elle a pour objet l'exercice de toutes opérations bancaires, l'octroi de financements, l'exercice à titre d'intermédiaire des opérations de change, la mise à disposition de la clientèle et la gestion des moyens de paiement.
La Banque Zitouna démarre officiellement ses activités le 28 mai 2010. Peu de temps après son démarrage, la Banque Zitouna voit son capital doubler et atteindre 70 millions de dinars ; cette augmentation constitue la deuxième opération de renforcement des capitaux de la banque.
À l'automne 2010, le groupe Zitouna et son fondateur sont mentionnés dans les notes diplomatiques américaines révélées par le site WikiLeaks comme illustration de la « quasi-mafia » autour de l'ancien président Zine el-Abidine Ben Ali,.
En janvier 2011, à la suite de la révolution tunisienne qui met fin au régime Ben Ali, Mohamed Sakhr El Materi s'enfuit à l'étranger et les clients se ruent vers les agences pour retirer leurs fonds,. Le 19 janvier 2011, la Banque Zitouna est placée sous le contrôle de la Banque centrale de Tunisie (BCT) qui lui désigne un administrateur provisoire,. Un processus de nationalisation de la banque serait envisagé, ; le décret-loi du 14 mars, paru dans le Journal officiel de la République tunisienne du 18 mars, confisque tous les biens mobiliers, immobiliers et avoirs de 110 personnes, dont El Materi, ce qui se traduit par la nationalisation de la banque.
En mai 2012, alors que le mandat de l'administrateur provisoire, Slaheddine Kanoun, arrive à échéance, Ezzeddine Khouja est nommé directeur général de la Banque Zitouna ; ce dernier est alors le secrétaire général du Conseil des banques et des établissements financiers islamiques. Rapidement, il est mis fin à l'administration provisoire et, lors de l'assemblée générale du 5 juin, un nouveau conseil d'administration est nommé.  En même temps, un nouveau PDG est élu et c'est logiquement Khouja qui remporte la mise. La banque devient la première banque islamique 100 % tunisienne car l'État tunisien est l'actionnaire majoritaire de la banque.

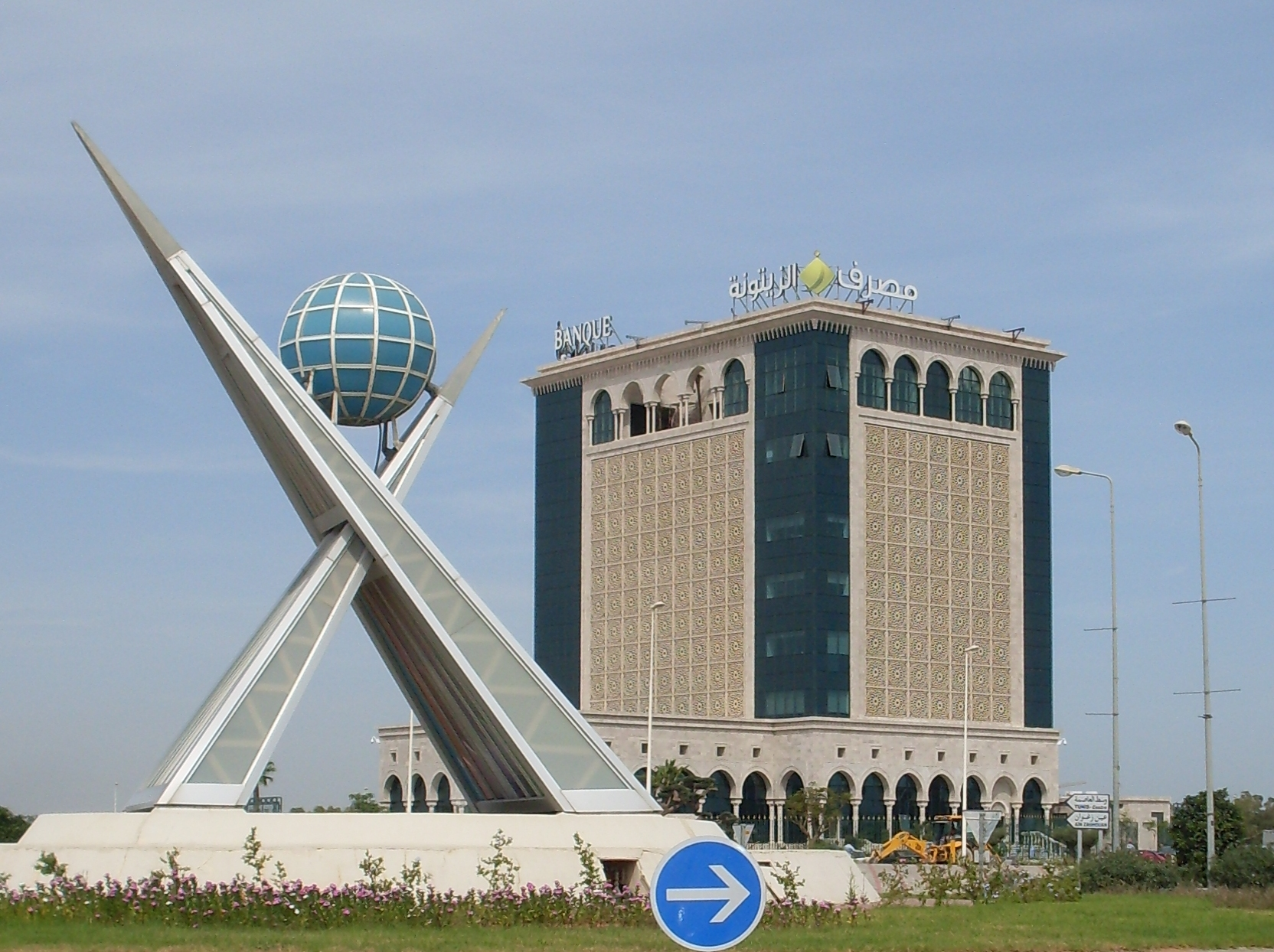
Siège de la Banque Zitouna situé aux Berges du Lac.

Le 6 juillet 2018, la Banque islamique de développement annonce avoir cédé ses parts dans le capital de la Banque Zitouna au groupe Triki, soit 25 084 739 actions (20,9 %) à un prix de 4,100 dinars l'action, pour une somme totale de 102,8 millions de dinars. Début octobre, à la suite de l'appel d'offres international lancé par Al Karama Holding pour la cession de 69,15 % du capital, il est annoncé que c'est la société qatarie Majda Tunisia qui remporte cette dernière,.
Nabil El Madani est nommé directeur général de la Banque Zitouna en septembre 2019.
Le 3 mai 2023, un incendie ravage le siège social de la banque.
En avril 2025, Mounir Fakhet succède provisoirement à Nabil El Madani, démis de ses fonctions,.

## Polémiques

### Origine des fonds
La Banque Zitouna est créée grâce à des fonds apportés par Mohamed Sakhr El Materi, dont l'origine de la fortune est fortement controversée. Il est alors actionnaire majoritaire, via sa holding détenant plus de 51 % du capital, à quoi s'ajoute un ensemble d'actionnaires composé par les principaux groupes privés tunisiens : groupe La Carte, groupe Poulina, groupe TTS, groupe Délice-Danone, groupe UTIC et groupe Bouchamoui.
Après avoir épousé en 2004 Nesrine Ben Ali, la fille aînée du président Zine el-Abidine Ben Ali et de Leïla Ben Ali,, El Materi acquiert l'année suivante 16 % du capital de la Banque du Sud (actuelle Attijari Bank), banque tunisienne alors en mains publiques. Pour cela, il emprunte directement les fonds à cette même Banque du Sud, grâce au soutien du pouvoir tunisien.
À cette époque, le groupe marocain Attijariwafa Bank et le groupe espagnol Banco Santander Central Hispano qui forment le consortium AndaluMaghreb souhaitent racheter la totalité des parts de la Banque du Sud et sont en concurrence avec BNP Paribas. Finalement, c'est AndaluMaghreb qui acquiert ces parts à un prix unitaire de 9,010 dinars par action ; BNP Paribas avait proposé moins de deux dinars par action. Il est à préciser qu'à cette époque l'action Attijari bank est cotée en bourse entre 6 et 7,5 dinars.
El Materi revend ainsi sa participation au groupe Banco Santander Central Hispano avec une forte plus-value ; cette vente est accompagnée d'une garantie donnée à l'acheteur par le gouvernement tunisien d'une baisse de 25 % du prix sur le reste du capital,.
La plus-value pour El Materi, estimée par Bakchich à 17 millions d'euros, est majoritairement ré-investie dans la société Ennakl, représentant exclusif de Volkswagen, Audi et Renault Trucks en Tunisie. Cette société devient alors le fournisseur officiel de l'administration tunisienne.

### Tentatives de récupération de l'islam politique
La presse française mentionne la volonté d'instaurer un « islam officiel tunisien », en soulignant la connotation religieuse des initiatives entrepreneuriales d'El Materi : propriétaire de Zitouna FM depuis 2007, du groupe de presse Dar Assabah, il travaille depuis 2009 à un projet de chaîne télévisée islamique également baptisée Zitouna. Ce que Khemaïs Chammari, ancien secrétaire général de la Ligue tunisienne des droits de l'homme et membre de l'opposition tunisienne à l'ancien président, a assimilé à une « entreprise de récupération de l'islam politique » de la part du pouvoir tunisien,.